# 高木善幸
高木 善幸（たかぎ よしゆき、1955年12月13日 - ）は、大阪府出身の国際公務員。日本の元官僚。世界知的所有権機関 (WIPO) 事務局長補。

## 人物
官僚として特許庁や在ジュネーブ日本政府代表部に勤務するとともに、WIPOに通算で18年間勤務し、1994年からは幹部職を歴任。この間、知的財産権に関する条約の作成、WIPOの戦略・予算計画作成や新興国・途上国での知的財産インフラの整備などを担当。知的財産権についての専門的な知見と、外交についての豊富な経験を有している。国際的には、ファーストネームを略称し、”Yo Takagi”として知られている。

### WIPO事務局長選挙
WIPOでは、事務局長であったカミール・イドリスの年齢詐称問題のため、予定を繰り上げ、2008年に次期事務局長選挙を行った。2008年2月5日、日本国政府は、WIPO執行役部長の高木を日本からのWIPO事務局長候補とすることを決定した。日本からのWIPO事務局長への立候補は、植村昭三（元WIPO事務局次長）に次いで2人目となる。
選挙は高木を含む15名が立候補を届け出る混戦となったが、5月13日に83ヶ国で構成するWIPO調整委員会で行われた選挙により、事務局次長であったフランシス・ガリが次期事務局長に選出された。高木は4位の得票数を獲得した。選挙での高木への支持を反映して、2009年には、フランシス・ガリ新事務局長の7人の幹部の一人として、2014年までの5年間の任期で、事務局長補 (Assistant Director General) に任命された。2014年再任、2020年退任。知的財産制度のインフラ構築を推進した。

## 略歴
- 1978年 京都大学工学部卒業
- 1979年 京都大学工学部修士課程中退
- 1979年 特許庁入庁
- 1986年 - 1987年 WIPOに出向
- 1988年 - 1990年 特許庁に復帰
- 1991年 - 1994年 在ジュネーブ日本政府代表部一等書記官
- 1994年 WIPO工業所有権情報部長に着任
- 1999年 WIPO戦略政策企画部長
- 2003年 WIPO執行役部長
- 2009年 WIPO事務局長補

## 著書・編集書
- Teaching Of Intellectual Property: Principles and Methods（Cambridge University Press 出版、共編、2008年5月31日、WIPO、ISBN 978-0521716468）
- "Harnessing the power of intellectual property – Strategy and programs of the WIPO Worldwide Academy"、2007年1月、World Patent Information、Elsevier
- 増補ガットとウルグアイ・ラウンド（東洋経済新報社、共著、1995年3月、ISBN 4-492-44183-2）